# Funyuns

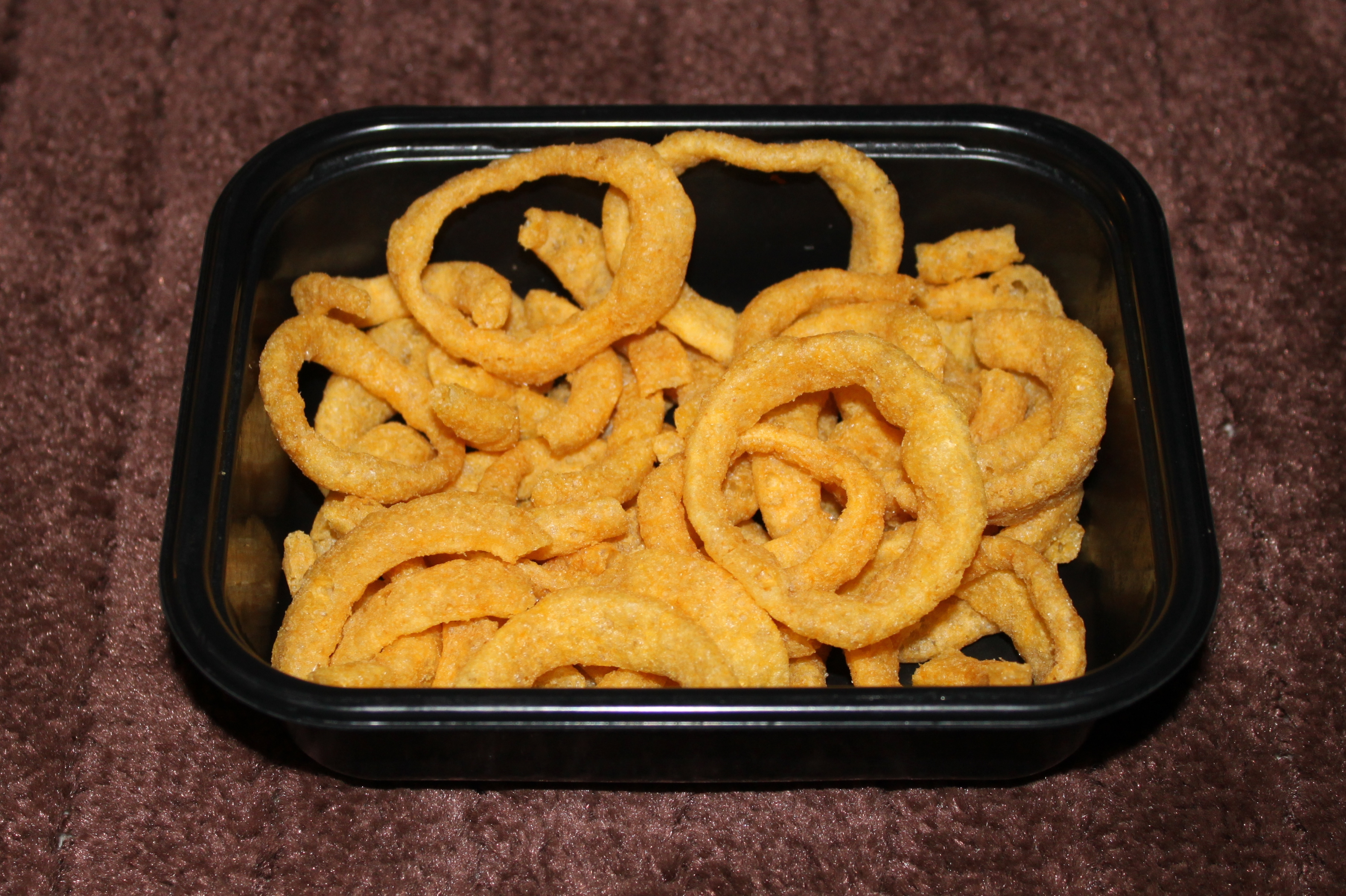
Funyuns

Funyuns è il nome di un marchio di spuntino a base di mais al sapore di cipolla introdotto negli Stati Uniti nel 1969 e inventato dall'impiegato di Frito-Lay George Bigner. I Funyuns sono fatti di farina di mais lavorata per avere una forma ad anello attraverso un processo di estrusione e con una consistenza degli anelli di cipolla fritta. Un misto di sale e cipolla gli dà il sapore.